# Saint-Louis-en-l'Isle
Saint-Louis-en-l'Isle é uma comuna francesa na região administrativa da Nova Aquitânia, no departamento Dordonha. Estende-se por uma área de 2,81 km². Em 2010 a comuna tinha 310 habitantes (densidade: 110,3 hab./km²).